# 홍비니켈광
홍비니켈광(Niccolite 혹은 Nickeline)은 적색을 띠는 니켈의 비화물이다. 이 광물에 대한 여러 외국어의 명칭들도 니켈을 주성분으로 하는 것을 명시하고 있다. 화학적 조성은 니켈 43.82%, 비소 56.08%로 흔히 안티몬이 유질동상으로 자주 들어간다. 그 외 적게 철, 드물게 코발트나 비스무트, 구리가 들어갈 수 있다.

## 산출
홍비니켈광은 흔히 초고철질암이나 관련된 광맥들이 열수변질작용을 받아 생성된다. 흔히 니켈이나 구리를 포함한 황화물이 변질, 치환되어 생기며, 또는 황을 포함하지 않은 초고철질암이 열수변질을 받아 황과 탄산염, 비소가 유입되어 생길 수도 있다. 이런 경우라면 보통 침상 니켈광이 난다.

## 결정구조

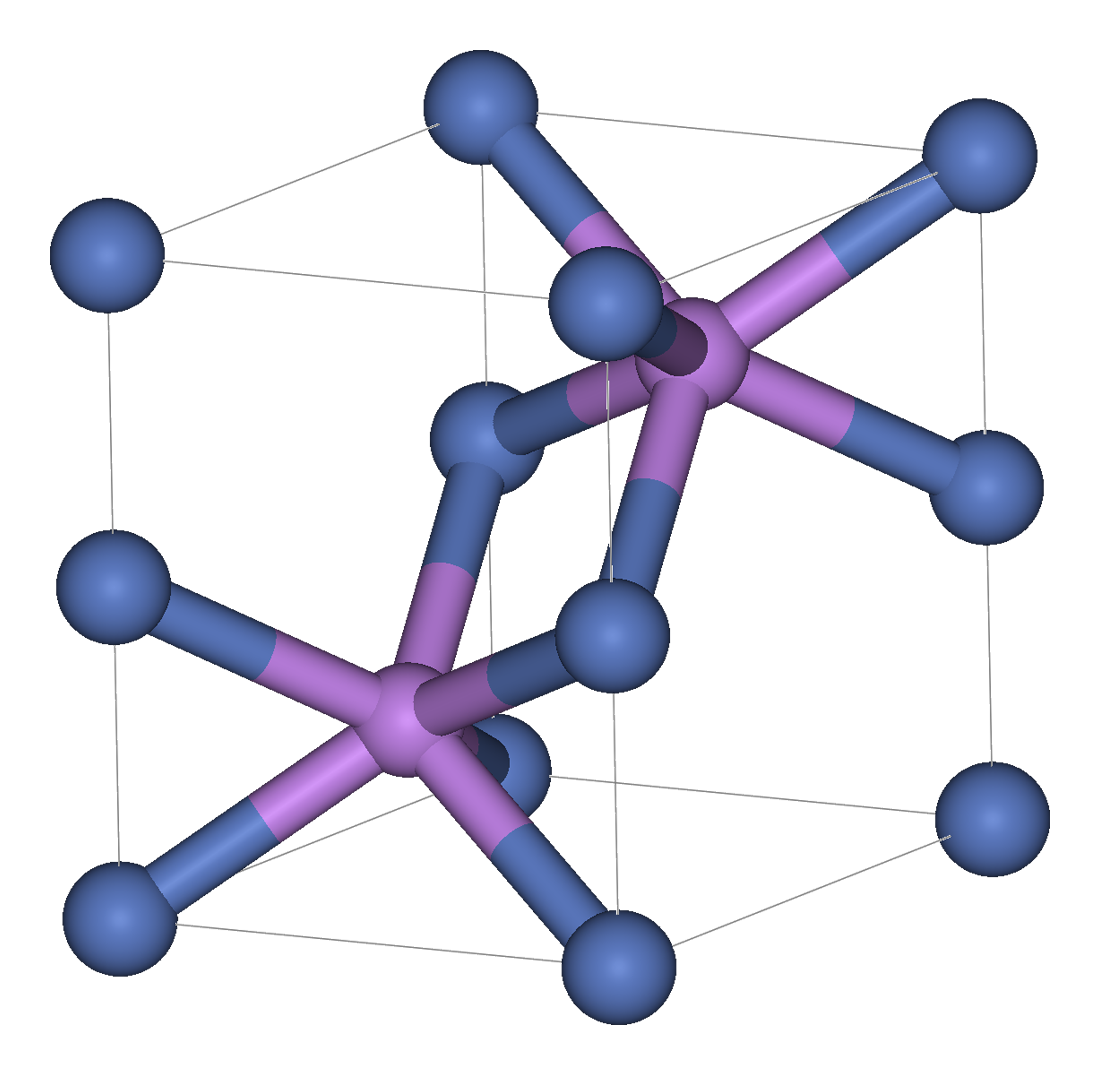
홍비니켈광의 단위포 구조도

육방정계로 공간군은 P63/mmc이다. 단위포의 크기는 a = 3.602 Å, c = 5.009 Å; Z = 2이다.  그 구조는 육방최밀충전형으로 모든 팔면체의 공간은 니켈 원자에 의해 채워져 있다. 니켈 원자는 팔면체를 따라 6개의 비소에 의해 둘러싸여 있다.

## 물리적 성질
연한 동적색을 띄는 광물이다. 연마편에서는 노르스름한 분홍색이다. 조흔색은 갈흑색이며 벽개는 {1010}, {0001}을 따라 취약하게 난다. 모스 경도는 5 - 5.5이다. 쌍정은 {1011}면을 따라 자란다.

## 광학적 성질
현미경하에서 장미색인데, 반사능은 높다. 장미황색에서 녹색까지 나타내는 강한 이방성을 가진다. 직교 니콜하에서 직소광하며 경사지게 두면 회색에 가까운 주황색이 난다.

## 형태
치밀한 입상의 집괴나 기둥형, 방사상의 신장형으로 난다. 드물게 결정형태나 판상을 낸다. 안니켈광이나 정방비소니켈광, 사방비코발트광과 함께 난다.

## 감정상 특징
왕수와 질산에 쉽게 녹는다. 취관분석에서 삼산화 비소가 농화되면서 강한 마늘악취를 낸다. 이후 냉각시키면 비소유리가 달라붙는다.
녹는점은 968 ℃이며 850 ℃ 이상으로 가열할 때 NiAs → Ni3As2 +As 로 분해되며 비소증기를 가한 상태에서는 400 - 450 ℃에서 NiAs+As → NiAs2로 반응한다.
높은 온도에서 안니켈광과 고용체가 형성된다.
변종으로는 안티몬홍니켈광이 있는데, 이는 안티몬을 6%까지 포함하는 변종이다.
주요한 용도로는 니켈의 원료로 사용할 수 있다.

## 한반도에서의 산출지
한반도에서의 산출지는 강원도 김화군 탑거리. 함경남도 락원군 신풍리와 홍원군 룡운리가 있다.
함남 락원군의 홍비니켈광은 낭림층군의 혼성암과 연화산암군의 반상변정화강암내에 발달한 파쇄대를 따라 나오고 있는 다금속석광체에서 나오는데, 광지봉을 중심으로 광체가 신풍리와 룡운리 일대에서 여러 맥으로 나온다. 심한 녹니석화대가 동반되고 있다. 공존 광물로는 황동광, 섬아연광, 황철광, 갈철광, 휘은광, 휘수연광, 흑연, 지르콘 등이 있다.

## 참고 문헌
- 서왈선 외. 조선광물지 (1) 과학기술출판사.1994, p. 232-234